# Щербатов, Иван Дмитриевич
Князь Иван Дмитриевич Щербатов  (1795—1829)  — член Союза благоденствия, двоюродный брат Петра Чаадаева, друг детства Александра Грибоедова.

## Биография
Сын князя Дмитрия Михайловича Щербатова (1760—1839) от брака его с Александрой Фёдоровной Глебовой (1766—1796). Воспитывался вместе с сёстрами Елизаветой (1791—1885),  Натальей (1795—1884) и кузенами Михаилом и Петром Чаадаевыми. Отец, Дмитрий Михайлович Щербатов (сын историка), был фактическим опекуном Петра Чаадаева (официальным опекуном состоял граф Николай Петрович Толстой). Иван Щербатов и Пётр Чаадаев познакомились и подружились в детстве.
Посещал лекции в Московском университете в качестве слушателя (с 1806), занимаясь, как и Александр Грибоедов, под руководством профессора И. Ф. Буле. Зачислен в студенты физико-математического отделения Московского университета (октябрь 1808). Учился и жил в Москве до января 1811 года, когда был отправлен в Санкт-Петербург для поступления в Семёновский полк, который считался "семейным" полком князей Щербатовых.
В доме Щербатовых собирался литературный кружок, созданный студентами университета, для совместного «совершенствования вкуса и способностей в отечественной словесности», в котором принимали участие Александр Грибоедов, братья Михаил и Пётр Чаадаевы и другие.
Поступил на военную службу в Семёновский полк в чине подпрапорщика (1811), впоследствии — капитан, командир роты. В составе Семёновского полка прошел Отечественную войну и заграничные походы. Сражался при Бородине, Тарутине, Малоярославце.  Подпрапорщик И. Д. Щербатов «за отличие, мужество и храбрость», проявленные в Бородинском сражении, произведён в прапорщики. Сражался при Люцене, Бауцене, Кульме и Лейпциге (1813).  
За Кульмский бой подпоручик И. Д. Щербатов награждён Орденом Святой Анны 4-й степени.
Участвовал в сражении за Париж (1814).
После восстания Семёновского полка (1820) был переведён в Тарутинский полк. Был арестован по подозрению в организации бунта Семёновского полка (1821). Находясь под следствием и судом в течение четырёх лет находился в заточении в Витебске без объявления приговора. Военно-судной комиссией приговорён к лишению чинов и дворянства и телесному наказанию (1826). Разжалован в рядовые и сослан на Кавказ.
По высочайшей конфирмации Вашего Императорского Величества, служившие в бывшем составе лейб-гвардейского Семёновского полка и лишённые чинов и орденов из полковников Ермолаев, из майоров князь Щербатов, тотчас по доставлении ко мне, определены на службу 41-го Егерского полка в батальон, действовавший против возмутившихся чеченцев. Менее нежели два часа по их доставлении с малою частию войск делать должен я был обозрение, и уже видел их под ружьем. После сего, во все продолжение экспедиции против чеченцев, в каждом действии были они впереди, не уступая ни одному из солдат ни в трудах, ни в опасностях! Не вырывается у них ни одна жалоба на их состояние, и я всякий раз вижу с уважением похвальное повиновение их власти, надежду твердую на великодушие милосердного государя. Ничего не дерзаю я испрашивать для них, но столько же, как и я, знают они, что не бесконечен гнев великого государя»Из письма генерала Ермолова Николаю I (28.5.1826)
На Кавказе возобновил знакомство с Грибоедовым. 12 декабря 1826 года Щербатов писал родным:  «Когда погибаешь от жажды,  находишь, чего попить, так и я нашел, чего почитать. Г[рибоедов] здесь, я возобновил с ним знакомство, и он снабдил меня книгами».
И. Д. Щербатов погиб на Кавказе, дослужившись до чина штабс-капитана (1829).

## Адреса
- 1800—1810 — Москва, Петровка, 38. Дом Щербатова.